# Trofa, Segadães e Lamas do Vouga
Trofa, Segadães e Lamas do Vouga (oficialmente: União das Freguesias de Trofa, Segadães e Lamas do Vouga) é uma freguesia portuguesa do município de Águeda, com 16,07 km² de área e 4482 habitantes (censo de 2021). A sua densidade populacional é 278,9 hab./km².

## História
Foi constituída em 2013, no âmbito de uma reforma administrativa nacional, pela agregação das antigas freguesias de Trofa,  Segadães e Lamas do Vouga.

## Demografia
A população registada nos censos foi:
| Distribuição da População por Grupos Etários | Distribuição da População por Grupos Etários | Distribuição da População por Grupos Etários | Distribuição da População por Grupos Etários | Distribuição da População por Grupos Etários | Distribuição da População por Grupos Etários |
| -------------------------------------------- | -------------------------------------------- | -------------------------------------------- | -------------------------------------------- | -------------------------------------------- | -------------------------------------------- |
| Antes da agregação                           |                                              |                                              |                                              |                                              |                                              |
| Ano                                          | 0-14 anos                                    | 15-24 anos                                   | 25-64 anos                                   | >= 65 anos                                   | Total                                        |
| 2001                                         | 740                                          | 719                                          | 2531                                         | 655                                          | 4645                                         |
| 2011                                         | 684                                          | 504                                          | 2608                                         | 834                                          | 4630                                         |
| Após a agregação                             |                                              |                                              |                                              |                                              |                                              |
| Ano                                          | 0-14 anos                                    | 15-24 anos                                   | 25-64 anos                                   | >= 65 anos                                   | Total                                        |
| 2021                                         | 588                                          | 444                                          | 2374                                         | 1076                                         | 4482                                         |